# 윈도우 임베디드 CE 6.0
윈도우 임베디드 CE 6.0(윈도우 임베디드 씨이 6.0, Windows Embedded CE 6.0)은 마이크로소프트가 2006년 9월 15일에 정식 발표한 제품이다. 코드명 야마자키(Yamazaki)이며, R3 버전까지 개발되었다.